# Manuel Mancini
Manuel Mancini (Roma, 26 agosto 1983) è un ex calciatore italiano, di ruolo centrocampista.

## Caratteristiche tecniche
Agile e dotato di buona tecnica, è un centrocampista offensivo ma nel tempo è stato impiegato anche come trequartista o esterno d'attacco.
A settembre 2017 si accasa all'USD Montalto in Promozione laziale.

## Carriera
Nativo di Ostia, cresce nel settore della squadra locale dell'Ostia Mare.
Inizia la carriera da professionista nelle file del Südtirol-Alto Adige con cui partecipa a due campionati di Serie C2 con 20 presenze. Nel 2005-2006 passa al Taranto sempre in Serie C2 e resta nella città pugliese per tre stagioni, collezionando 65 presenze, 10 gol, la promozione in Serie C1 e una finale playoff per la promozione in Serie B. Viene quindi acquistato dal Siena, con cui disputa la Serie A, scendendo però in campo solo pochi minuti. L'anno seguente viene girato in prestito in Serie B nel Gallipoli dove gioca costantemente, collezionando ben 38 presenze.
La stagione successiva gioca in Prima Divisione nel Verona, società che lo preleva in compartecipazione dal Siena e con cui, alla fine della stagione 2010-2011, dopo la disputa dei playoff promozione, conquista la Serie B. Il 26 giugno il Verona si aggiudica alle buste l'intero cartellino del giocatore.
Il 31 agosto 2012 viene ufficializzato il suo passaggio alla Salernitana, con cui vince il campionato di Seconda Divisione e la successiva Supercoppa. Rientrato a Verona, rescinde il contratto con gli scaligeri ed il 13 novembre 2013 torna nuovamente alla Salernitana, in Prima Divisione, con cui conquista la Coppa Italia Lega Pro.
L'anno seguente, trovatosi svincolato, firma un contratto biennale con L'Aquila, con cui disputa il girone d'andata in Lega Pro. Il 5 gennaio 2015 passa in prestito al Messina con cui termina la stagione. L'anno successivo torna a vestire nuovamente la casacca rossoblù dell'Aquila. Il 1º giugno 2016, dopo la retrocessione della squadra in Serie D, viene svincolato dal club.

## Statistiche
| Stagione                   | Squadra                    | Campionato                 | Campionato | Campionato | Coppe nazionali | Coppe nazionali | Coppe nazionali | Coppe europee | Coppe europee | Coppe europee | Altre coppe | Altre coppe | Altre coppe | Totale | Totale |
| Stagione                   | Squadra                    | Camp                       | Pres       | Reti       | Camp            | Pres            | Reti            | Camp          | Pres          | Reti          | Camp        | Pres        | Reti        | Pres   | Reti   |
| -------------------------- | -------------------------- | -------------------------- | ---------- | ---------- | --------------- | --------------- | --------------- | ------------- | ------------- | ------------- | ----------- | ----------- | ----------- | ------ | ------ |
| 2003-2004                  | Südtirol-Alto Adige        | C2                         | 0+2        | 0          | CI-C            | 0               | 0               | -             | -             | -             | -           | -           | -           | 2      | 0      |
| 2004-2005                  | Südtirol-Alto Adige        | C2                         | 19         | 3          | CI-C            | 0               | 0               | -             | -             | -             | -           | -           | -           | 19     | 3      |
| Totale Südtirol-Alto Adige | Totale Südtirol-Alto Adige | Totale Südtirol-Alto Adige | 19+2       | 3          |                 | 0               | 0               |               | -             | -             |             | -           | -           | 21     | 3      |
| 2005-2006                  | Taranto                    | C2                         | 27+4       | 3          | CI-C            | 2               | 0               | -             | -             | -             | -           | -           | -           | 33     | 3      |
| 2006-2007                  | Taranto                    | C1                         | 24+2       | 1          | CI+CI-C         | 2+1             | 1+0             | -             | -             | -             | -           | -           | -           | 29     | 2      |
| 2007-2008                  | Taranto                    | C1                         | 14+4       | 6+1        | CI-C            | 0               | 0               | -             | -             | -             | -           | -           | -           | 18     | 6      |
| Totale Taranto             | Totale Taranto             | Totale Taranto             | 65+10      | 10+1       |                 | 5               | 1               |               | -             | -             |             | -           | -           | 80     | 11     |
| 2008-2009                  | Siena                      | A                          | 0          | 0          | CI              | 2               | 0               | -             | -             | -             | -           | -           | -           | 2      | 0      |
| 2009-2010                  | Gallipoli                  | B                          | 38         | 4          | CI              | 0               | 0               | -             | -             | -             | -           | -           | -           | 38     | 4      |
| 2010-2011                  | Verona                     | 1D                         | 27+4       | 2          | CI+CI-LP        | 2+0             | 0               | -             | -             | -             | -           | -           | -           | 33     | 2      |
| 2011-2012                  | Verona                     | B                          | 9          | 0          | CI              | 2               | 0               | -             | -             | -             | -           | -           | -           | 11     | 0      |
| Totale Verona              | Totale Verona              | Totale Verona              | 36+4       | 2          |                 | 4               | 0               |               | -             | -             |             | -           | -           | 44     | 2      |
| 2012-2013                  | Salernitana                | 2D                         | 31         | 2          | CI-LP           | -               | -               | -             | -             | -             | SL-PD       | 2           | 0           | 33     | 2      |
| 2013-2014                  | Salernitana                | 1D                         | 12+1       | 2          | CI-LP           | 2               | 0               | -             | -             | -             | -           | -           | -           | 5      | 1      |
| Totale Salernitana         | Totale Salernitana         | Totale Salernitana         | 43+1       | 4          |                 | 2               | 0               |               | -             | -             |             | 2           | 0           | 38     | 3      |
| 2014- gen. 2015            | L'Aquila                   | LP                         | 11         | 0          | CI+CI-LP        | 3+0             | 0               | -             | -             | -             |             | -           | -           | 14     | 0      |
| gen.-giu. 2015             | Messina                    | LP                         | 14+2       | 0          | CI+CI-LP        | 0               | 0               | -             | -             | -             |             | -           | -           | 16     | 0      |
| 2015-2016                  | L'Aquila                   | LP                         | 33+2       | 3+1        | CI+CI-LP        | 2+0             | 0               | -             | -             | -             |             | -           | -           | 35     | 3      |
| 2016-2017                  | Messina                    | LP                         | 21         | 1          | CI-LP           | 1               |                 |               |               |               |             |             |             | 22     | 1      |
| Totale Messina             | Totale Messina             | Totale Messina             | 52+3       | 4+1        |                 | 5               | 0               |               | -             | -             |             | -           | -           | 51     | 4      |
| Totale carriera            | Totale carriera            | Totale carriera            | 288+21     | 28         |                 | 19              | 1               |               | -             | -             |             | 2           | 0           | 310    | 29     |

## Palmarès

### Club

#### Competizioni nazionali
- Campionato italiano di Lega Pro Seconda Divisione: 1

Salernitana: 2012-2013
- Supercoppa italiana di Lega Pro Seconda Divisione: 1

Salernitana: 2013
- Coppa Italia Serie C: 1

Salernitana: 2013-2014